# Paratrigona
Paratrigona is een geslacht van vliesvleugelige insecten uit de familie bijen en hommels (Apidae)

## Soorten
- P. anduzei (Schwarz, 1943)
- P. catabolonota Camargo & Moure, 1994
- P. compsa Camargo & Moure, 1994
- P. crassicornis Camargo & Moure, 1994
- P. eutaeniata Camargo & Moure, 1994
- P. euxanthospila Camargo & Moure, 1994
- P. femoralis Camargo & Moure, 1994
- P. guatemalensis (Schwarz, 1938)
- P. guigliae Moure, 1960
- P. haeckeli (Friese, 1900)
- P. impunctata (Ducke, 1916)
- P. incerta Camargo & Moure, 1994
- P. isopterophila (Schwarz, 1934)
- P. lineata (Lepeletier, 1836)
- P. lineatifrons (Schwarz, 1938)
- P. lophocoryphe Moure, 1963
- P. lundelli (Schwarz, 1938)
- P. melanaspis Camargo & Moure, 1994
- P. myrmecophila Moure, 1989
- P. nuda (Schwarz, 1943)
- P. onorei Camargo & Moure, 1994

- P. opaca (Cockerell, 1917)
- P. ornaticeps (Schwarz, 1938)
- P. pacifica (Schwarz, 1943)
- P. pannosa Moure, 1989
- P. peltata (Spinola, 1853)
- P. permixta Camargo & Moure, 1994
- P. prosopiformis (Gribodo, 1893)
- P. rinconi Camargo & Moure, 1994
- P. subnuda Moure, 1947
- P. uwa Gonzalez & Vélez, 2007